# Neuvic-Entier
Neuvic-Entier è un comune francese di 963 abitanti situato nel dipartimento dell'Alta Vienne nella regione della Nuova Aquitania.

## Società

### Evoluzione demografica
Abitanti censiti